# Sistema de ligas de baloncesto de España
El sistema de ligas de baloncesto de España es una serie de competiciones interconectadas para los clubes profesionales del baloncesto en España. El sistema tiene un formato jerárquico con un sistema de promoción y descenso entre competiciones en diferentes niveles.

## Baloncesto masculino
En la actualidad hay cinco competiciones diferentes en la pirámide: La primera es la Liga ACB, la segunda es la Primera FEB, la tercera la Segunda FEB, la cuarta es la  Tercera FEB y la quinta que se trata de la Primera División, que comprende las divisiones regionales de mayor nivel.
La Liga ACB está organizada por la Asociación de Clubes de Baloncesto, una organización privada. Las ligas Primera FEB, Segunda FEB y Tercera FEB son organizadas por la Federación Española de Baloncesto, mientras que la Primera División y los niveles inferiores son organizados por las Federaciones Autonómicas.

### La pirámide de niveles
El sistema español de ligas de baloncesto es el siguiente:
| Nivel | Liga | Liga | Liga | Liga | Liga | Liga | Liga | Liga | Liga | Liga |
| ----- | --- | --- | --- | --- | --- | --- | --- | --- | --- | --- |
| 1     | Liga ACB (18 equipos) (anteriormente Liga Nacional)                                                                    | Liga ACB (18 equipos) (anteriormente Liga Nacional)                                                                    | Liga ACB (18 equipos) (anteriormente Liga Nacional)                                                                    | Liga ACB (18 equipos) (anteriormente Liga Nacional)                                                                    | Liga ACB (18 equipos) (anteriormente Liga Nacional)                                                                    | Liga ACB (18 equipos) (anteriormente Liga Nacional)                                                                    | Liga ACB (18 equipos) (anteriormente Liga Nacional)                                                                    | Liga ACB (18 equipos) (anteriormente Liga Nacional)                                                                    | Liga ACB (18 equipos) (anteriormente Liga Nacional)                                                                    | Liga ACB (18 equipos) (anteriormente Liga Nacional)                                                                    |
| 2     | Primera FEB (18 equipos)                                                                                               | Primera FEB (18 equipos)                                                                                               | Primera FEB (18 equipos)                                                                                               | Primera FEB (18 equipos)                                                                                               | Primera FEB (18 equipos)                                                                                               | Primera FEB (18 equipos)                                                                                               | Primera FEB (18 equipos)                                                                                               | Primera FEB (18 equipos)                                                                                               | Primera FEB (18 equipos)                                                                                               | Primera FEB (18 equipos)                                                                                               |
| 3     | Segunda FEB Grupo Este (14 equipos)                                                                                    | Segunda FEB Grupo Este (14 equipos)                                                                                    | Segunda FEB Grupo Este (14 equipos)                                                                                    | Segunda FEB Grupo Este (14 equipos)                                                                                    | Segunda FEB Grupo Este (14 equipos)                                                                                    | Segunda FEB Grupo Oeste (14 equipos)                                                                                   | Segunda FEB Grupo Oeste (14 equipos)                                                                                   | Segunda FEB Grupo Oeste (14 equipos)                                                                                   | Segunda FEB Grupo Oeste (14 equipos)                                                                                   | Segunda FEB Grupo Oeste (14 equipos)                                                                                   |
| 4     | Tercera FEB Conf. A (28 equipos/2 grupos)                                                                              | Tercera FEB Conf. A (28 equipos/2 grupos)                                                                              | Tercera FEB Conf. B (28 equipos/2 grupos)                                                                              | Tercera FEB Conf. B (28 equipos/2 grupos)                                                                              | Tercera FEB Conf. C (28 equipos/2 grupos)                                                                              | Tercera FEB Conf. C (28 equipos/2 grupos)                                                                              | Tercera FEB Conf. D (28 equipos/2 grupos)                                                                              | Tercera FEB Conf. D (28 equipos/2 grupos)                                                                              | Tercera FEB Conf. E (28 equipos/2 grupos)                                                                              | Tercera FEB Conf. E (28 equipos/2 grupos)                                                                              |
| 5     | Primera División Nacional (16 grupos uno por cada Comunidad Autónoma excepto País Vasco y Navarra que comparten grupo) | Primera División Nacional (16 grupos uno por cada Comunidad Autónoma excepto País Vasco y Navarra que comparten grupo) | Primera División Nacional (16 grupos uno por cada Comunidad Autónoma excepto País Vasco y Navarra que comparten grupo) | Primera División Nacional (16 grupos uno por cada Comunidad Autónoma excepto País Vasco y Navarra que comparten grupo) | Primera División Nacional (16 grupos uno por cada Comunidad Autónoma excepto País Vasco y Navarra que comparten grupo) | Primera División Nacional (16 grupos uno por cada Comunidad Autónoma excepto País Vasco y Navarra que comparten grupo) | Primera División Nacional (16 grupos uno por cada Comunidad Autónoma excepto País Vasco y Navarra que comparten grupo) | Primera División Nacional (16 grupos uno por cada Comunidad Autónoma excepto País Vasco y Navarra que comparten grupo) | Primera División Nacional (16 grupos uno por cada Comunidad Autónoma excepto País Vasco y Navarra que comparten grupo) | Primera División Nacional (16 grupos uno por cada Comunidad Autónoma excepto País Vasco y Navarra que comparten grupo) |

#### Divisiones autonómicas/provinciales
En el siguiente cuadro se presenta la estructura actualizada de las divisiones autonómicas/provinciales organizadas por las distintas Federaciones Autonómicas, desde la Primera División.
(Estructura temporada 2024-25)
| Comunidad            | Nivel 5                           | Nivel 6                              | Nivel 7                              | Nivel 8                            | Nivel 9                              | Nivel 10                            | Nivel 11           |
| -------------------- | --------------------------------- | ------------------------------------ | ------------------------------------ | ---------------------------------- | ------------------------------------ | ----------------------------------- | ------------------ |
| Andalucía            | 1ª División (41 equipos/3 gr.)    | Ligas provinciales                   | Ligas provinciales                   | Ligas provinciales                 | Ligas provinciales                   | Ligas provinciales                  | Ligas provinciales |
| Aragón               | 1ª División A1 (15 equipos/2 gr.) | 1ª División A2 (13 equipos)          | 2ª Aragonesa (46 equipos/4 gr.)      | 3ª Aragonesa (32 equipos/4 gr.)    | Ligas provinciales                   | Ligas provinciales                  | Ligas provinciales |
| Asturias             | 1ª FBPA (14 equipos)              | 2ª FBPA (11 equipos)                 | 3ª FBPA (19 equipos/2 gr.)           | -                                  | -                                    | -                                   | -                  |
| Islas Baleares       | Lliga Balear (24 equipos/2 gr.)   | Ligas insulares                      | Ligas insulares                      | Ligas insulares                    | Ligas insulares                      | Ligas insulares                     | Ligas insulares    |
| Canarias             | 1ª División (19 equipos/2 gr.)    | 1ª Div Autonóm. (46 equipos/7 gr.)   | Ligas insulares                      | Ligas insulares                    | Ligas insulares                      | Ligas insulares                     | Ligas insulares    |
| Cantabria            | 1ª División (11 equipos)          | 2ª División (17 equipos/2 gr.)       | -                                    | -                                  | -                                    | -                                   | -                  |
| Castilla y León      | 1ª División (14 equipos)          | Ligas provinciales                   | Ligas provinciales                   | Ligas provinciales                 | Ligas provinciales                   | Ligas provinciales                  | Ligas provinciales |
| Castilla-La Mancha   | 1ª División (12 equipos)          | 1ª Div Autonóm. (20 equipos/2 gr.)   | 2ª Div Autonóm. (27 equipos/4 gr.)   | -                                  | -                                    | -                                   | -                  |
| Cataluña             | Super Copa (14 equipos)           | Copa Catalunya (28 equipos/2 gr.)    | CC 1ª Categoría (56 equipos/4 gr.)   | CC 2ª Categoría (84 equipos/6 gr.) | Ligas provinciales                   | Ligas provinciales                  | Ligas provinciales |
| Comunidad de Madrid  | 1ª División (24 equipos/2 gr.)    | 1ª Div Aut. Oro (24 equipos/2 gr.)   | 1ª Div Aut. Plata (24 equipos/2 gr.) | 2ª Div Aut. Oro (48 equipos/4 gr.) | 2ª Div Aut. Plata (36 equipos/3 gr.) | 2ªDiv Aut Bronce (30 equipos/3 gr.) | Ligas locales      |
| Extremadura          | 1ª División (9 equipos)           | Ligas provinciales                   | Ligas provinciales                   | Ligas provinciales                 | Ligas provinciales                   | Ligas provinciales                  | Ligas provinciales |
| Galicia              | 1ª División (13 equipos)          | 2ª División (16 equipos/2 gr.)       | 3ª División (81 equipos/8 gr.)       | -                                  | -                                    | -                                   | -                  |
| La Rioja             | 1ª División (12 equipos)          | 1ª Div Autonóm. (9 equipos)          | -                                    | -                                  | -                                    | -                                   | -                  |
| País Vasco           | 1ª División (14 equipos)          | 2ª División (14 equipos)             | Ligas provinciales                   | Ligas provinciales                 | Ligas provinciales                   | Ligas provinciales                  | Ligas provinciales |
| Navarra              | 1ª División (14 equipos)          | 2ª División (12 equipos)             | 1ª Autonómica (16 equipos/2 gr.)     | 2ª Autonómica (10 equipos)         | -                                    | -                                   | -                  |
| Región de Murcia     | 1ª División (16 equipos/2 gr.)    | 2ª División (15 equipos/2 gr.)       | 3ª División (15 equipos/2 gr.)       | -                                  | -                                    | -                                   | -                  |
| Comunidad Valenciana | 1ª División (28 equipos/2 gr.)    | Sénior Autonómico (42 equipos/3 gr.) | Sénior Preferente (56 equipos/4 gr.) | 1ª Zonal (65 equipos/5 gr.)        | 2ª Zonal (68 equipos/6 gr.)          | -                                   | -                  |

### Evolución
| Niveles\Años | 1957–78     | 1978–83       | 1983–90       | 1990–94     | 1994–96     | 1996–2000   | 2000–07     | 2007–09     | 2009–24     | 2024–       |             |
| ------------ | ----------- | ------------- | ------------- | ----------- | ----------- | ----------- | ----------- | ----------- | ----------- | ----------- | ----------- |
| 1            | 1ª División | 1ª División   | ACB           | ACB         | ACB         | ACB         | ACB         | ACB         | ACB         | ACB         |             |
| 2            | 2ª División | 1ª División B | 1ª División B | 1ª División | EBA         | LEB         | LEB         | LEB Oro     | LEB Oro     | Primera FEB |             |
| 3            | 3ª División | 2ª División   | 2ª División   | 2ª División | 2ª División | EBA         | LEB 2       | LEB Plata   | LEB Plata   | Segunda FEB | Segunda FEB |
| 4            | Inferiores  | 3ª División   | Inferiores    | Inferiores  | Inferiores  | 2ª División | EBA         | LEB Bronce  | EBA         | Tercera FEB |             |
| 5            | Inferiores  | Inferiores    | Inferiores    | Inferiores  | Inferiores  | Inferiores  | 1ª División | EBA         | 1ª División | 1ª División |             |
| 6            | Inferiores  | Inferiores    | Inferiores    | Inferiores  | Inferiores  | Inferiores  | Inferiores  | 1ª División | Inferiores  | Inferiores  |             |
| 7            | Inferiores  | Inferiores    | Inferiores    | Inferiores  | Inferiores  | Inferiores  | Inferiores  | Inferiores  | Inferiores  | Inferiores  |             |

### Otras competiciones
- Copa del Rey
- Copa España
- Supercopa

## Baloncesto femenino
Actualmente hay cuatro competiciones en la pirámide: las tres primeras a nivel nacional y organizadas por la Federación Española de Baloncesto son por orden jerárquico, la Liga Femenina,  la Liga Femenina Challenge y la Liga Femenina 2.
La  cuarta sería la 1ª División Fem, que aglutina las divisiones regionales de mayor nivel. Todos estos niveles inferiores son organizados por las Federaciones Autonómicas.

### La pirámide de niveles
Las competiciones de la pirámide del baloncesto femenino:
| Nivel | Liga                                 | Liga                                 | Liga                                 | Liga                                 | Liga                                 | Liga                                 | Liga                                 | Liga                                 | Liga                                 | Liga                                 |
| ----- | ------------------------------------ | ------------------------------------ | ------------------------------------ | ------------------------------------ | ------------------------------------ | ------------------------------------ | ------------------------------------ | ------------------------------------ | ------------------------------------ | ------------------------------------ |
| 1     | Liga Femenina (16 equipos)           | Liga Femenina (16 equipos)           | Liga Femenina (16 equipos)           | Liga Femenina (16 equipos)           | Liga Femenina (16 equipos)           | Liga Femenina (16 equipos)           | Liga Femenina (16 equipos)           | Liga Femenina (16 equipos)           | Liga Femenina (16 equipos)           | Liga Femenina (16 equipos)           |
| 2     | Liga Femenina Challenge (16 equipos) | Liga Femenina Challenge (16 equipos) | Liga Femenina Challenge (16 equipos) | Liga Femenina Challenge (16 equipos) | Liga Femenina Challenge (16 equipos) | Liga Femenina Challenge (16 equipos) | Liga Femenina Challenge (16 equipos) | Liga Femenina Challenge (16 equipos) | Liga Femenina Challenge (16 equipos) | Liga Femenina Challenge (16 equipos) |
| 3     | Liga Femenina 2 Grupo A (14 equipos) | Liga Femenina 2 Grupo A (14 equipos) | Liga Femenina 2 Grupo A (14 equipos) | Liga Femenina 2 Grupo A (14 equipos) | Liga Femenina 2 Grupo B (14 equipos) | Liga Femenina 2 Grupo B (14 equipos) | Liga Femenina 2 Grupo B (14 equipos) | Liga Femenina 2 Grupo B (14 equipos) | Liga Femenina 2 Grupo B (14 equipos) |                                      |
| 4     | 1ª División Fem Grupo 1              | 1ª División Fem Grupo 1              | 1ª División Fem Grupo 2              | 1ª División Fem Grupo 2              | 1ª División Fem Grupo 3              | 1ª División Fem Grupo 3              | 1ª División Fem Grupo 4              | 1ª División Fem Grupo 4              |                                      |                                      |

#### Divisiones regionales femeninas
El cuarto nivel la 1ª División Femenina, es el primero de nivel autonómico y está formado por 4 grupos con un total de 10 ligas, una por cada Comunidad Autónoma, excepto:
- Asturias, Cantabria, Galicia y Castilla y León (comparten grupo)
- País Vasco y Navarra (comparten grupo)
- Castilla-La Mancha y Extremadura (comparten grupo)
- Comunidad Valenciana y Región de Murcia (comparten grupo)
- Aragón y La Rioja (comparten grupo)
- Andalucía (incluye Ceuta y Melilla)

En Cataluña, se conoce como Super Copa Femenina (hasta la temporada 2022-23, Copa Catalunya Femenina)
(Estructura temporada 2024-25)
| Comunidad            | Nivel 4                            | Nivel 5                              | Nivel 6                                  | Nivel 7                                | Nivel 8            |
| -------------------- | ---------------------------------- | ------------------------------------ | ---------------------------------------- | -------------------------------------- | ------------------ |
| Andalucía            | 1ª División Fem (27 equipos/2 gr.) | Ligas provinciales                   | Ligas provinciales                       | Ligas provinciales                     | Ligas provinciales |
| Aragón               | 1ª División Fem A1 (12 equipos)    | 1ª División Fem A2 (10 equipos)      | 2ª Aragonesa Fem (22 equipos/2 gr.)      | 3ª Aragonesa Fem (16 equipos/2 gr.)    | -                  |
| Asturias             | 1ª División Fem (30 equipos/2 gr.) | 1ª FBPA Fem (9 equipos)              | 2ª FBPA Fem (9 equipos)                  | -                                      | -                  |
| Cantabria            | 1ª División Fem (30 equipos/2 gr.) | Liga Fem (9 equipos)                 | -                                        | -                                      | -                  |
| Castilla y León      | 1ª División Fem (30 equipos/2 gr.) | 2ª Div Fem (5 equipos)               | Ligas provinciales                       | Ligas provinciales                     | Ligas provinciales |
| Galicia              | 1ª División Fem (30 equipos/2 gr.) | 1ª Div Auton. Fem (14 equipos/2 gr.) | 2ª Div Auton. Fem (22 equipos/3 gr.)     | -                                      | -                  |
| Islas Baleares       | Lliga Balear Fem (12 equipos)      | Ligas insulares                      | Ligas insulares                          | Ligas insulares                        | Ligas insulares    |
| Canarias             | 1ª División Fem (14 equipos)       | 1ª Div Auton. Fem (28 equipos/5 gr.) | -                                        | -                                      | -                  |
| Castilla-La Mancha   | 1ª División Fem (10 equipos)       | 1ª Autonómica Fem (8 equipos)        | -                                        | -                                      | -                  |
| Extremadura          | 1ª División Fem (10 equipos)       | Sénior Fem (10 equipos/2 gr.)        | -                                        | -                                      | -                  |
| Cataluña             | Super Copa Fem (14 equipos)        | Copa Catalunya Fem (14 equipos)      | CC Fem 1ª Categoría (28 equipos/2 gr.)   | CC Fem 2ª Categoría (56 equipos/4 gr.) | Ligas provinciales |
| Comunidad de Madrid  | 1ª División Fem (24 equipos/2 gr.) | 1ª Autonómica Fem (24 equipos/2 gr.) | 2ª Auton. Fem Oro (48 equipos/4 gr.)     | 2ª Auton. Fem Plata (30 equipos/3 gr.) | Ligas locales      |
| País Vasco           | 1ª División Fem (14 equipos)       | 2ª División Fem (20 equipos/2 gr.)   | Ligas provinciales                       | Ligas provinciales                     | Ligas provinciales |
| Navarra              | 1ª División Fem (14 equipos)       | 2ª División Fem (20 equipos/2 gr.)   | 1ª Autonómica Fem (15 equipos/2 gr.)     | 2ª Autonómica Fem (14 equipos)         | -                  |
| La Rioja             | 1ª División Fem (14 equipos)       | 2ª División Fem (20 equipos/2 gr.)   | Sénior Fem (3 equipos)                   | -                                      | -                  |
| Comunidad Valenciana | 1ª División Fem (23 equipos/2 gr.) | Sénior Auton. Fem (24 equipos/2 gr.) | Sénior Preferente Fem (63 equipos/6 gr.) | -                                      | -                  |
| Región de Murcia     | 1ª División Fem (23 equipos/2 gr.) | 1ª Autonómica Fem (6 equipos)        | -                                        | -                                      | -                  |

### Evolución
| Niveles\Años | 1964–71                | 1971–84                   | 1984–95                   | 1995–96       | 1996–2001            | 2001–20              | 2021–                   |
| ------------ | ---------------------- | ------------------------- | ------------------------- | ------------- | -------------------- | -------------------- | ----------------------- |
| 1            | Liga Nacional Femenina | Primera División Femenina | Primera División Femenina | Liga Femenina | Liga Femenina        | Liga Femenina        | Liga Femenina           |
| 2            | 2ª División            | 2ª División               | 1ª División B             | 1ª División B | 1ª División Femenina | Liga Femenina 2      | Liga Femenina Challenge |
| 3            | Inferiores             | Inferiores                | 2ª Division               | 2ª Division   | 2ª Division          | 1ª División Femenina | Liga Femenina 2         |
| 4            | Inferiores             | Inferiores                | Inferiores                | Inferiores    | Inferiores           | Inferiores           | 1ª División Femenina    |
| 5            | Inferiores             | Inferiores                | Inferiores                | Inferiores    | Inferiores           | Inferiores           | Inferiores              |